# Odorrana tiannanensis
Odorrana tiannanensis е вид земноводно от семейство Водни жаби (Ranidae).

## Разпространение
Видът е разпространен във Виетнам, Китай и Лаос.